# Francesca Valtorta
Francesca Valtorta (Roma, 24 de febrero de 1986) es una actriz italiana.

## Filmografía

### Cine
| Año  | Título                    | Director                                  | Papel        | Nota         |
| ---- | ------------------------- | ----------------------------------------- | ------------ | ------------ |
| 2008 | Photocrossing             | Giuseppe Stasi                            | Chica #2     | Cortometraje |
| 2010 | Baciami ancora            | Gabriele Muccino                          | Anna         | [ 3 ]        |
| 2010 | L'inquilino               | Alessandro Tamburini                      | Amiga        | Cortometraje |
| 2012 | Immaturi - Il viaggio     | Paolo Genovese                            | Gloria       |              |
| 2013 | Margerita                 | Alessandro Grande                         | Margerita    | Cortometraje |
| 2013 | 99899                     | Umberto Francia                           | Examinadora  | Cortometraje |
| 2013 | Italia, un paese ospitale | Aldo Bisacco                              | Ella misma   | Cortometraje |
| 2017 | UPP                       | -                                         | Margherita   | Cortometraje |
| 2018 | Ci vuole un fisico        | Alessandro Tamburini                      | Francesca    | [ 4 ]        |
| 2021 | Carron: Codice d'Angelo   | Giancarlo Marinelli                       | Paola Carron | Cortometraje |
| 2022 | 68.415                    | Ver listaStefano Blasi Antonella Sabatino | Giulia       | Cortometraje |
| 2023 | Come può uno scoglio      | Gennaro Nunziante                         | Borramea     |              |
| 2024 | Flaminia                  | Michela Giraud                            | Diletta      |              |
| 2025 | 30 notti con il mio ex    | Guido Chiesa                              | Camilla      |              |

### Televisión
| Año       | Título                           | Papel               | Nota                   |
| --------- | -------------------------------- | ------------------- | ---------------------- |
| 2011      | Il commissario Manara            | -                   | Serie; 1 episodio      |
| 2012      | Che Dio ci aiuti                 | -                   | Serie; 1 episodio      |
| 2013      | Freaks!                          | Celeste             | Serie; 1 episodio      |
| 2014      | Le mani dentro la città          | Agata Marruso       | Serie; 1 episodio      |
| 2014      | Una buona stagione               | Marianne Von Brurer | Miniserie; 6 episodios |
| 2014-2015 | Squadra antimafia - Palermo oggi | Rachele Ragno       | Serie; 11 episodios    |
| 2014-2016 | Braccialetti rossi               | Carola Valli        | Serie; 12 episodios    |
| 2015-2016 | Il paradiso delle signore        | Valeria Craveri     | Serie; 7 episodios     |
| 2017-2018 | Sacrificio d'amore               | Silvia              | Serie                  |
| 2022      | Più forti del destino            | -                   | Serie                  |

### Videos musicales
| Año  | Canción             | Artista        | Nota |
| ---- | ------------------- | -------------- | ---- |
| 2010 | «Love Will Save Us» | Marco Guazzone |      |